# Gerda Rotermund
Gerda Rotermund (* 26. März 1902 in Berlin als Gerda Magdalene Agathe Rosenthal; † 21. Oktober 1982 ebenda) war eine deutsche Malerin und Grafikerin.

## Leben
Sie war Schülerin von Max Slevogt und Emil Orlik, dessen Meisterschülerin sie Anfang der 1920er-Jahre wurde. Von Käthe Kollwitz wurde sie freundschaftlich gefördert. Es gibt einen Briefwechsel der beiden Frauen bis in Kriegszeit. Auf ihre Reisen nach Jugoslawien, Italien und vor allem Frankreich entstanden Landschaftsimpressionen.
1934 wurde ihr vom Preußischen Minister des Inneren erlaubt den Mädchennamen ihrer Mutter (Rotermund) als Familiennamen zu führen.
1940 wurde Rotermund für ihre Arbeit von der Stadt Nürnberg mit dem Albrecht-Dürer-Preis und 1952 mit dem Berliner Kunstpreis ausgezeichnet. Sie hatte Ausstellungen in Rom, Paris und mehrfach in Berlin.
Zu ihrem 80. Geburtstag wurde in einer Sonder-Edition ihr 16-Blatt-umfassender Radierzyklus (1947–1952) De profundis in einer 75er-Auflage gedruckt, welche sie bis zu ihrem Tode selbst signierte. Dieselbe Editionsinitiative brachte 1985 auch den Band „Gerda Rotermund“ mit einem  Werkverzeichnis heraus.

## Ausstellungen
- 2018: Lesbisches Sehen, Schwules Museum Berlin
- 2015: Berlin Am Meer - Bilder Der Nachkriegszeit, Kommunale Galerie Berlin
- 2014: Künstlerinnen in Dialog - Landschaft und Gesicht, Das Verborgene Museum
- 1982: 15. Jahresausstellung Der Gedok-Berlin, Gitterwerk, Haus am Lützowplatz, Berlin